# Xã Rock, Quận Pipestone, Minnesota
Xã Rock (tiếng Anh: Rock Township) là một xã thuộc quận Pipestone, tiểu bang Minnesota, Hoa Kỳ. Năm 2010, dân số của xã này là 182 người.